# Diecezja Valparaíso
Diecezja Valparaíso (łac. Dioecesis Vallis Paradisi) – diecezja Kościoła rzymskokatolickiego w Chile. Należy do metropolii Santiago de Chile. Została erygowana 18 października 1925 roku na miejsce istniejącej od 1872 roku misji sui iuris.

## Ordynariusze
Administratorzy apostolscy Valparaíso
- Mariano Jaime Casanova y Casanova, 1872–1885
- Salvador Donos Rodríguez, 1885–1892
- Manuel Tomás Mesa, 1892–…
- Ramón Angel Jara Ruz, 1894–1898
- Eduardo Gimpert Paut, 1906–1925

Biskupi Valparaíso
- Eduardo Gimpert Paut, 1925–1937
- Rafael Lira Infante, 1938–1958
- Raúl Silva Henríquez SDB, 1959–1961
- Emilio Tagle Covarrubias, 1961–1983
- Francisco de Borja Valenzuela Ríos, 1983–1993
- Jorge Medina Estévez, 1993–1996
- Francisco Javier Errázuriz Ossa, 1996–1998
- Gonzalo Duarte García de Cortázar SSCC, 1998–2018
- Jorge Patricio Vega Velasco SVD, od 2021